# حافظ ابرو
شهاب‌الدین عبدالله (یا نورالله) بن لطف‌الله بن عبدالرشید خوافی معروف به حافظِ اَبرو (درگذشتهٔ ۸۳۳ هـ. ق) تاریخ‌نگار و جغرافیدان مشهور ایرانی در عصر تیموری صاحب آثاری در تاریخ اسلام و ایران؛ به ویژه مربوط به دوره تیمور و شاهرخ است. 

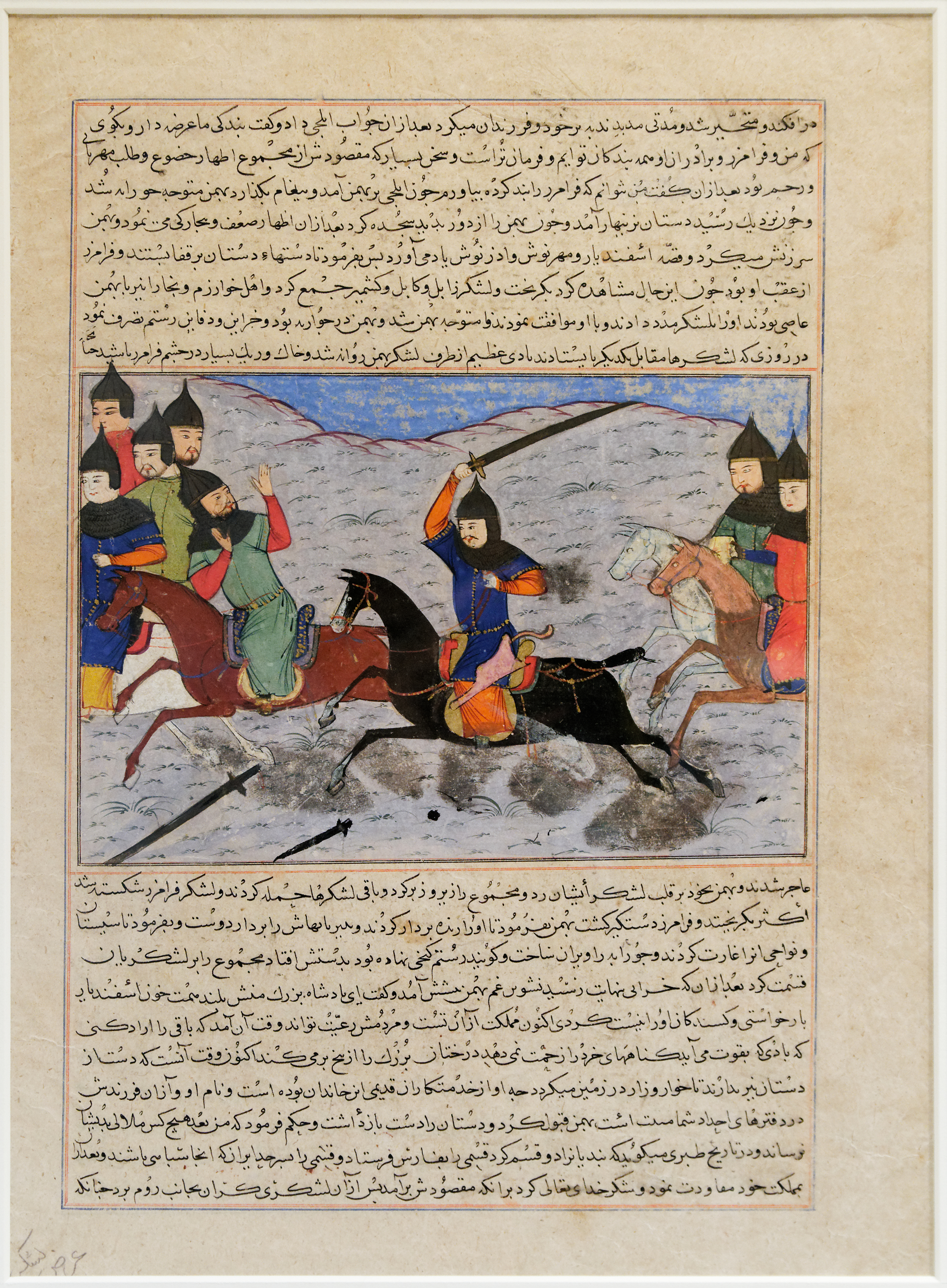
حمله بهمن پسر اسفندیار به سیستان و شکست فرامرز پسر رستم در کتاب مجمع التواریخ نوشته حافظ ابرو - حدود ۱۴۲۵ میلادی محل نگهداری موزه متروپولیتن نیویورک

کتاب جغرافیای او که به ویژه در فصول مربوط به ایران و ماوراءالنهر آکنده از اطلاعات مهم تاریخی است، از مهم‌ترین آثار او به‌شمار می‌رود. بخشی از اطلاعاتی که حافظ ابرو از خصوصیات جغرافیایی سرزمینهای اسلامی به دست داده چنان‌که خود اشاره کرده، محصول مشاهدات خود اوست. چه، در سفرهای جنگی تیمور از فرارود و ایران تا شام همه جا حضور داشته و از این جهت آگاهی‌های بی همتایی گردآورده که امروز برای بررسی جغرافیای طبیعی و انسانی شهرهای کهن سرزمینهای اسلامی بسیار مهم می‌نماید.
این کتاب همچنین برای اطلاع از نام و نشان و مضمون بعضی آثاری که از منابع حافظ ابرو بوده و اینک در دست نیست، بسیار مهم است.

## آثار
- ذیل جامع التواریخ
- ذیل ظفرنامه سامی
- تاریخ شاهرخی
- تاریخ حافظ ابرو
- مجموعه حافظ ابرو
- مجمع التواریخ

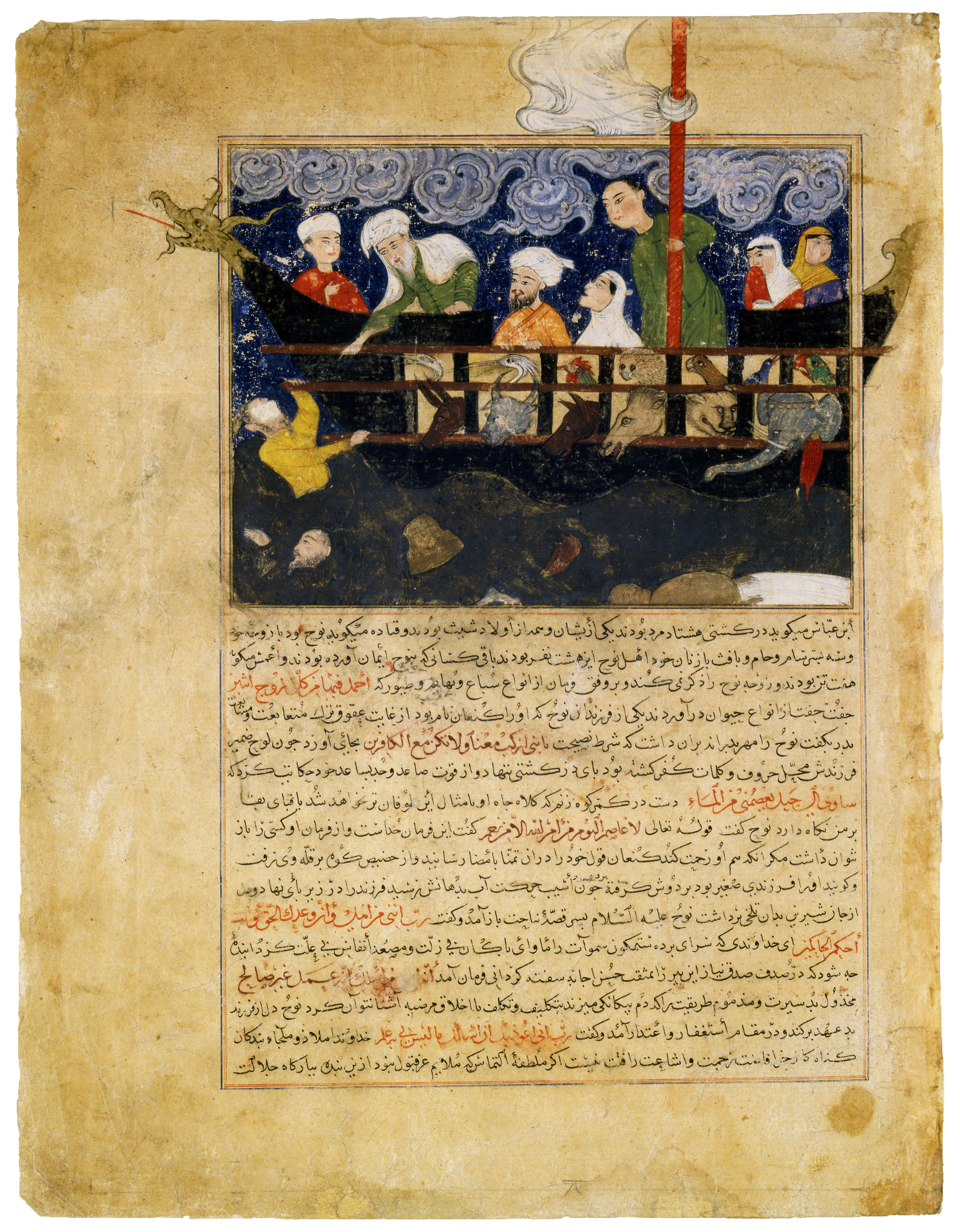
مینیاتوری از کتاب مجمع التواریخ حافظ ابرو که دربارهٔ کشتی نوح و نجات جانوران است (هرات ۱۴۲۵ میلادی). ابعاد این صفحه ۳۲٫۶ در ۴۲٫۳ می‌باشد. شاهرخ فرزند تیمور به حافظ ابرو سفارش کرد تا ادامه جامع التواریخ نوشته رشیدالدین فضل‌الله همدانی (کتاب مشهوری در خصوص تاریخ جهان) را بنگارد. تیموریان به پیرو ایلخانیان، علاقه و توجه زیادی به مشروع کردن قوانین سلطنتی خود داشتند. مجمع التواریخ حافظ ابرو شامل دوره‌ای است که حکمرانی شاهرخ را نیز شامل می‌گردد.

در کتاب جغرافیای حافظ ابرو، او توصیف دریاها و خلیج هارا در چند فصل شرح داده است. فصل اول:
1. خلیج چین
2. گفتار دوم: «بحر الاخضر و هو بحرالهند». از نظر او بحر اخضر و بحر هند و بحر فارس یک دریا حساب می‌شوند. (او این دریا را شرح داده است همان محلی که امروزه دریای عرب نام دارد)
3. بحر فارس و کرمان… که شامل خلیج عمان و خلیج فارس امروزی می‌شود.
4. بحر قلزم (دریای سرخ)
5. بحر بربر (مدیترانه)
6. بحر اوقیانوس (اقیانوس اطلس یا بحر ظلمات)

## آثار حمدالله مستوفی
برخی معتقدند حافظ ابرو از آثار حمدالله مستوفی مشخصا و بلاتردید استفاده مستقیم کرده بدون اینکه نامی از او بیاورد. همه را به نام خودش و با وانمود اینکه همه کار نتیجهٔ پژوهش و اهتمام خود او بوده تدوین و به دیوان ممدوح و ولی نعمتش تقدیم کرده است البته این یک شایعه است.